# 白い嵐
『白い嵐』（しろいあらし、White Squall）は、海洋学校での若者達の成長と友情を描いた1996年のアメリカ映画。1961年5月2日に帆船アルバトロス号が白い嵐によって沈没した実際の事件をもとに、当事者であったチャック・ギーグによって書かれた手記『白い嵐-アルバトロス号最後の航海』（The Last Voyage of the Albatross）を原作とした1996年公開の映画。物語の中心であり著者のギーグ役をスコット・ウルフが、また航海を率いたアルバトロス号のクリストファー・シェルダン船長をジェフ・ブリッジスが演じた。

## ストーリー
オーシャン・アカデミーに入学したチャックは、シェルダン船長をはじめとした5人のクルーと10数人の訓練生とともに、半年間で世界を航海するアルバトロス号に乗船し出航する。
兄が転落死したトラウマから高所恐怖症となっているギル。金持ちであるがワンマンで過保護な父親から一人立ちしたいフランク。いつもつっぱっているが自分の頭の出来の悪さがコンプレックスのディーン。若い訓練生達はみなそれぞれに悩みを持ちながらも、航海を通して様々なアクシデントを乗り越えながら仲間としての友情を深めていく。
しかし長い航海も終盤に近づいたバミューダ海域で、アルバトロス号は伝説の"白い嵐"に見舞われてしまい沈没、死者を出してしまう。帰還後、船長の責任を問う裁判が開始される中、チャックら生き残った少年達はアルバトロス号での絆の意味を確かめ合う。

## キャスト
※括弧内は日本語吹替
- クリストファー・シェルダン - ジェフ・ブリッジス（大塚明夫）： 船長。
- チャック・ギーグ/ナレーター - スコット・ウルフ（鳥海勝美）
- ギル・マーティン - ライアン・フィリップ（三木眞一郎）
- フランク・ボーモント - ジェレミー・シスト（平田広明）
- ディーン・プレストン - エリック・マイケル・コール（檀臣幸）
- アリス・シェルダン - キャロライン・グッドール（塩田朋子）： 船医。
- マックレア - ジョン・サヴェージ（田原アルノ）： 英語教師。
- シャイ・ジェニングス - ジェイソン・マースデン（岡野浩介）
- トッド・ジョンストン - バルサザール・ゲティ（永野広一）
- ロバート・マーチ - デヴィット・ラッシャー（関口英司）
- トレイシー・ラプチック - イーサン・エンブリー（高山勉）
- ジェラード・パスカル - ジュリオ・メチョソ（伊藤和晃）： コック。
- フランシス・ボーモント - デヴィッド・セルビー（伊井篤史）： フランクの父親。
- サンダース大佐 - ジェリコ・イヴァネク（小室正幸）
- テイラー - ジェームズ・レブホーン

## スタッフ
- 監督 - リドリー・スコット
- 脚本 - トッド・ロビンソン
- 原作 - 『白い嵐ーアルバトロス号最後の航海』チャック・ギーグ著
- 製作総指揮 - リドリー・スコット
- 製作 - ミミ・ポーク・ギトリン、ロッキー・ラング
- 撮影 - ヒュー・ジョンソン
- 編集 - ジェリー・ハンブリング
- 音楽 - ジェフ・ローナ
- 視覚効果 - コンピュータ・フィルム・カンパニー

## 評価
レビュー・アグリゲーターのRotten Tomatoesでは37件のレビューで支持率は57%、平均点は5.70/10となった。Metacriticでは21件のレビューを基に加重平均値が53/100となった。

## 補足
- 原作者のチャック・ギーグは、実際にアルバトロス号に乗船し生還した内の一人である。彼は帰還後にこの手記を書きあげた。映画ではチャックをスコット・ウルフが演じた。
- 映画では死者は5人だったが、実際は6人の死者を出した。
- 現在ではダウンバーストという現象で知られているこの"白い嵐"は、当時はまだ解明されていなかった。